# کلیسای تادئوس مقدس (گاندزاک)
 کلیسای تادئوس مقدس (گاندزاک) (ارمنی: Սուրբ Թադևոս եկեղեցի (Գանձակ)؛ ) یک کلیسا متعلق به کلیسای حواری ارمنی واقع در شهر گاندزاک،  جمهوری آذربایجان می‌باشد. ساخت و ساز این ساختمان در سده ۱۸ام میلادی؛ به پایان رسید. این بنا به سبک معماری ارمنی طراحی شده است.